# Klooks Kleek

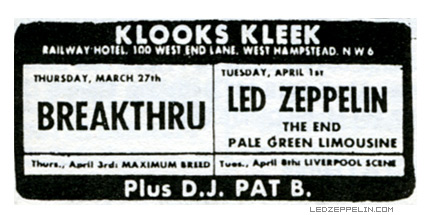
Konzertankündigung im Klooks Kleek für Led Zeppelin

Klooks Kleek war in den 1960er-Jahren ein Veranstaltungsraum im Railway Hotel, West Hampstead, North West London, der auch heute noch besteht. Der Club wurde nach einem Album von Kenny Clarke aus dem Jahre 1956 (Klook’s Clique, Savoy Records 12006) benannt.

## Geschichte
Ursprünglich eröffnete der Gründer Dick Jordan hier einen Jazzklub, in dem ab dem Januar 1961 jeden Mittwoch Modern Jazz gespielt wurde. Die große Zahl von neuen Gruppen, die zu dieser Zeit Rhythm and Blues und Blues spielten, veranlasste ihn, jeden Dienstag eine Rhythm-and-Blues-Nacht zu veranstalten. Im Klub gab es keinerlei spezielle Ausstattung für Auftritte von Bands, so fehlte sogar eine Bühne. Es war ein bisschen so, als würde man in seinem eigenen Wohnzimmer auftreten. Der Club gehörte zum „Blues Circuit“, einer Gruppe von Londoner Lokalen, die englischen Bluesbands Auftrittsmöglichkeiten gaben (The Flamingo, 100 Club, The Crawdaddy und andere). Zu diesen Bands gehörten Zoot Money’s Big Roll Band, Chris Farlowe and the Thunderbirds, Georgie Fame and the Blue Flames, Herbie Goins and the Nightimers, Geno Washington and the Ram-Jam Band, Cliff Bennett and the Rebel Rousers, John Mayall and the Bluesbreakers, die am 7. Dezember 1964 dort ihr Debütalbum John Mayall Plays John Mayall aufnahmen, oder The Graham Bond Organization. Am 15. November 1966 nahmen die Cream hier ihr erstes Livealbum auf.
Im April 1965 fand auch das erste Londoner Konzert von T-Bone Walker im Klooks Kleek statt. Der Club wurde im Dezember 1970 geschlossen, später aber unter dem Namen Moonlight Club neu eröffnet, diente dann jedoch einer neuen Musikszene. So war er unter anderem der „südlichste Außenposten des Northern Soul“. Heute wird keine Livemusik mehr gespielt, sondern DJs sorgen für das Musikprogramm.

## Aufnahmen aus dem Club
- The Graham Bond Organization – Live at Klooks Kleek (1964)
- John Mayall Plays John Mayall (1965)
- Zoot Money’s Big Roll Band – Zoot! live at Klooks Kleek (1966)
- Cream – Klooks Kleek ‘66 (1966)
- Ten Years After – Undead (1968)